# Ostsumba
Ostsumba (Sumba Timur) ist ein Regierungsbezirk (Kabupaten) auf der indonesischen Insel Sumba. Es ist Teil der Provinz Nusa Tenggara Timur und liegt im Osten der Insel Sumba.

## Geographie
Ostsumba nimmt mit seiner Fläche fast zwei Drittel der gesamten Insel ein, kann aber bevölkerungsmäßig nur etwa 31 % der Inselbevölkerung erreichen. Hauptstadt ist Waingapu, die größte Stadt Sumbas.
Der Regierungsbezirk Ostsumba erstreckt sich zwischen 9°16′ und 10°20′ s. Br. sowie zwischen 119°45′ und 120°52′ ö. L. Er grenzt im Nordwesten an den 2007 gebildeten Regierungsbezirk (Kabupaten) Zentralsumba (Sumba Tengah). Ansonsten ist er vom Meer umgeben. Zum Bezirk gehören noch 15 Inseln, von denen Prai Salura, Mengkudu und Nuha die größten sind.
Die Landschaft ist bergig. 240.772,98 Hektar sind bewaldet, im Inselinneren finden sich aber große Graslandschaften. Größere Flusssysteme sind der Kambaniru, der Kaliongga, der Melolo, der Kadahang, der Mondu, der Rindi und der Rambangaru.

## Klima
Der Osten Sumbas ist trockener als der Westen. Die Durchschnittstemperaturen schwanken im Laufe des Jahres zwischen 25 und 29 °C. Regen fällt vor allem von Dezember bis März. 2016 registrierte man in Waingapu eine Gesamtniederschlagsmenge von 730,5 mm.

## Bevölkerung

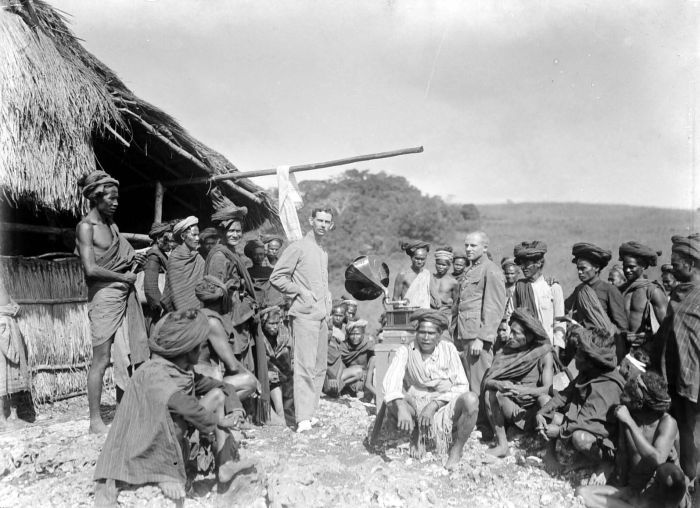
Niederländische Kolonialherren in einem Dorf in Ostsumba

201.658 Einwohner bezeichnen sich als protestantische Christen, 23.238 sind Katholiken, 16.340 bekennen sich zum Islam, 337 zu Buddhismus oder Hinduismus und 17.791 zu einer anderen Religion, meist der traditionellen Merapu-Religion. Es gibt 34 Moscheen, 94 katholische und 715 protestantische Kirchen und einen hinduistischen Tempel.
Während im Westen von Sumba mehrere Sprachen heimisch sind, spricht man im Osten traditionell als Muttersprache fast nur die malayo-polynesische Sprache Kambera. Im Osten Sumbas finden sich außerdem Einwanderer von Sawu und Timor. Vor allem bei Melolo leben viele Sawunesen.
Von den verheirateten Mädchen und Frauen im Alter ab 10 Jahren waren 8,04 % 16 Jahre alt oder jünger, als sie das erste Mal heirateten, 18,09 % waren 17 oder 18 Jahre und 23,76 % 19 oder 20 Jahre alt.
12,94 % der Bevölkerung waren 2020 Analphabeten.

### Jährliche Bevölkerungszahlen
Durch Fortschreibung (oder Projektion)
| Jahr | Gesamt  | männlich | weiblich |
| ---- | ------- | -------- | -------- |
| 2019 | 258.486 |          |          |
| 2018 | 255.601 | 130.925  | 124.676  |
| 2017 | 252.704 | 129.389  | 123.315  |
| 2016 | 249.606 | 128.201  | 121.405  |
| 2015 | 246.294 | 126.595  | 119.699  |
| 2014 | 245.260 | 126.065  | 119.195  |
| 2013 | 241.416 | 124.204  | 117.212  |
| 2012 | 237.956 | 122.485  | 115.471  |
| 2011 | 234.642 | 120.779  | 113.863  |
| 2010 | 231.393 | 119.079  | 112.314  |
| 2009 | 225.906 | 116.241  | 109.665  |
| 2008 | 220.559 | 113.452  | 107.107  |
| 2007 | 215.683 | 110.653  | 105.030  |
| 2006 | 209.970 | 108.442  | 101.528  |
| 2005 | 205.717 | 106.167  | 099.550  |
| 2004 | 202.312 | 104.302  | 098.010  |

Volkszählungsergebnisse
| Jahr | Einwohner |
| ---- | --------- |
| 1980 | 122.972   |
| 1990 | 158.856   |
| 2000 | 184.475   |
| 2010 | 227.732   |
| 2020 | 244.820   |

## Geschichte

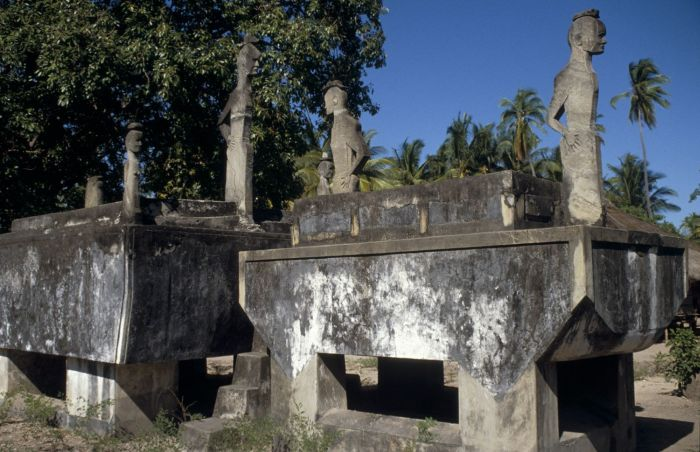
Gräber von Herrschern der Lewa

Prähistorische Funde belegen die frühe Besiedlung Sumbas. In Melolo fand man ein vorgeschichtliches Skelett und einen Tonkrug, die heutzutage in einem Museum in Jakarta stehen. In Melolo erinnert eine Tafel am Fundort nah der Polizeistation daran. In Lambanapu, in den Außenbezirken von Wainfapu wurden 2017 weitere fünf Skelette mit Tonkrügen entdeckt. Alle Funde sollen 2800 bis 3000 Jahre alt sein.

## Politik
| Sitzverteilung im Regionalparlament (Wahl 2014) |       |
| Partei                                          | Sitze |
| Golkar                                          | 8     |
| Demokrat                                        | 4     |
| PDI-P                                           | 3     |
| Nasdem                                          | 4     |
| Partai Gerindra                                 | 4     |
| PAN                                             | 3     |
| Hanura                                          | 2     |
| PKPI                                            | 1     |
| Gesamt                                          | 30    |

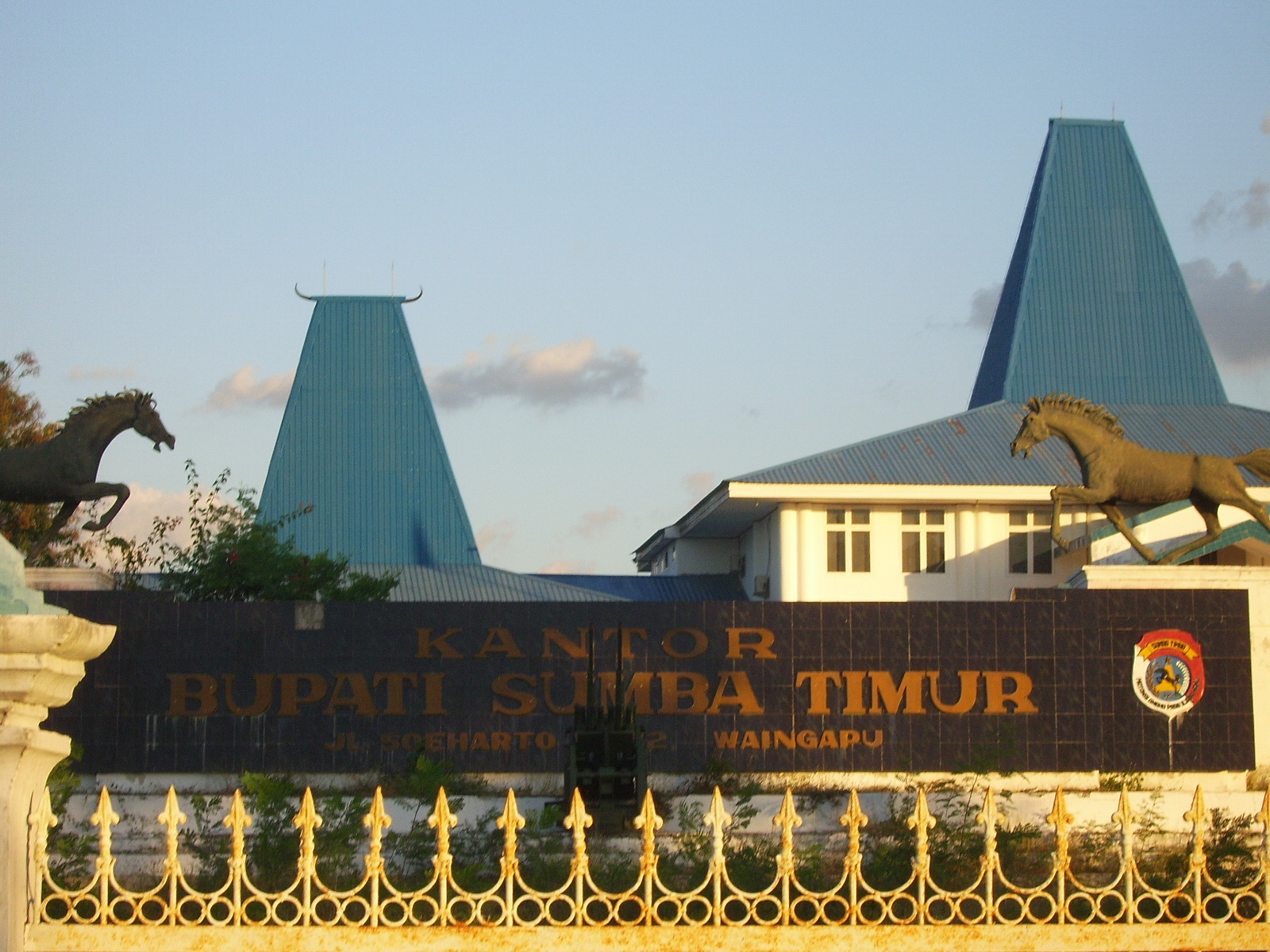
Amtssitz des Bupatis

Bei den Wahlen zum Regionalparlament 2014 erhielt die Golkar mit 26.905 Stimmen (8 Sitze) die meisten aller Parteien. Gefolgt von der der Partai Gerindra mit 15.521, der PDI Perjuangan mit 14.155 Stimmen (3 Sitze), der Partei Nasional Demokrat (Nasdem) mit 11.881 Stimmen und der Partai Demokrat mit 10.856 Stimmen (4 Sitze). Sieben weitere Parteien erhielten insgesamt 34.254 Stimmen. Von den derzeit 30 Abgeordneten sind nur zwei Frauen.
Bei den Wahlen 2014 zum Provinzparlament von Ost-Nusa-Tenggara erhielt die PDI Perjuangan 25.040 Stimmen, Golkar 22.729 Stimmen, die Demokraten 15.595 Stimmen, Gerindra 14.079 Stimmen, Nasdem 13.473 Stimmen und die übrigen sieben Parteien zusammen 22.235 Stimmen.
Bei den Wahlen 2014 für das nationale Parlament von Indonesien erhielt die Golkar mit 33.310 Stimmen die meisten aller Parteien. Gefolgt von der Partai Demokrat mit 24.752 Stimmen, der Partei Nasdem mit 13.455 Stimmen, der Partai Gerindra mit 12.135 und der PDI Perjuangan mit 10.514 Stimmen. Die sieben weiteren Parteien erhielten insgesamt 18.341 Stimmen.
Die Regierungsbezirke Indonesiens werden von einem Bupati geführt. Der Bupati von Ostsumba ist seit dem 26. Februar 2021 Khristofel Praing.

## Verwaltungsgliederung

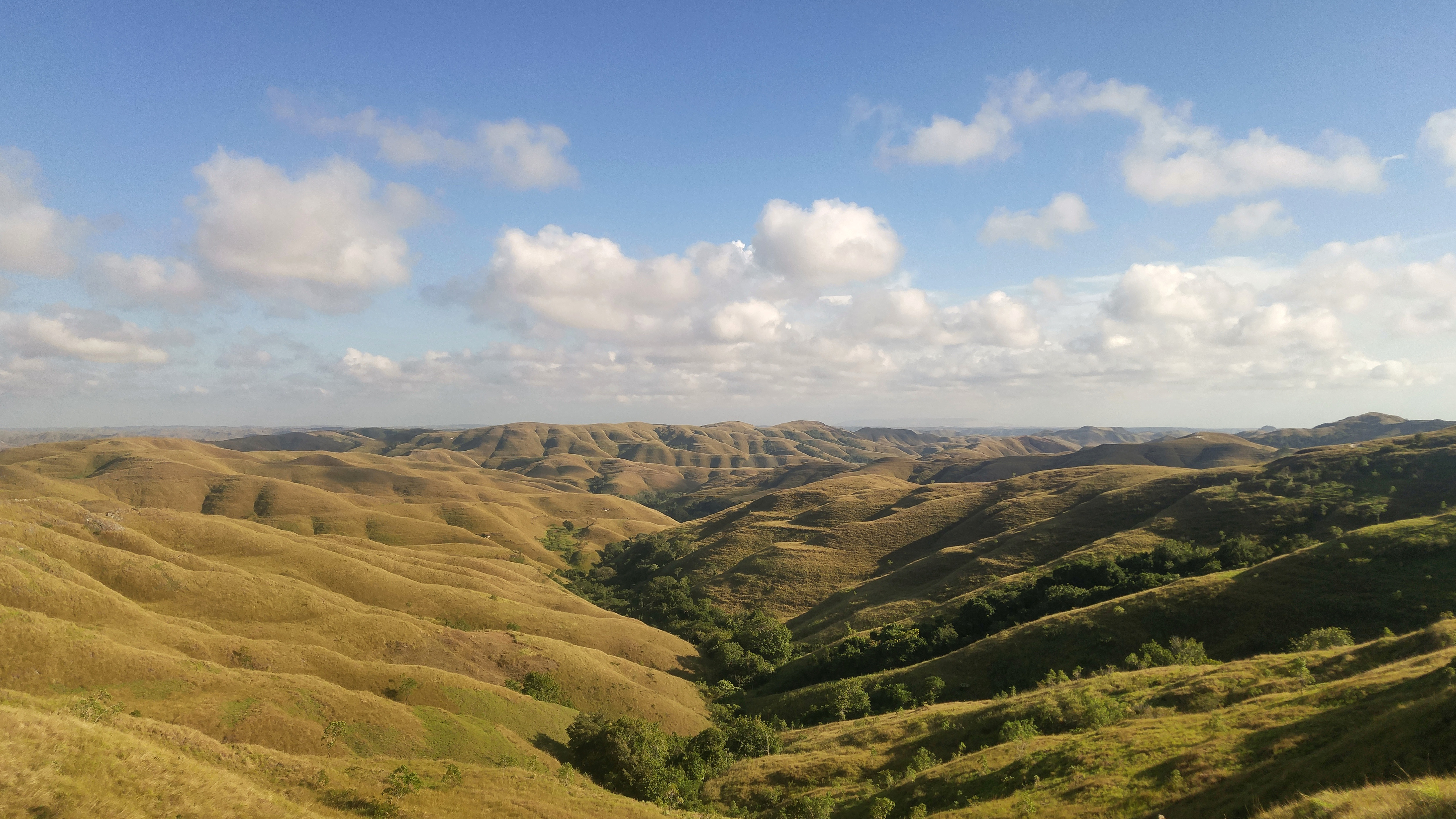
Bukit Wairinding (Ostsumba)

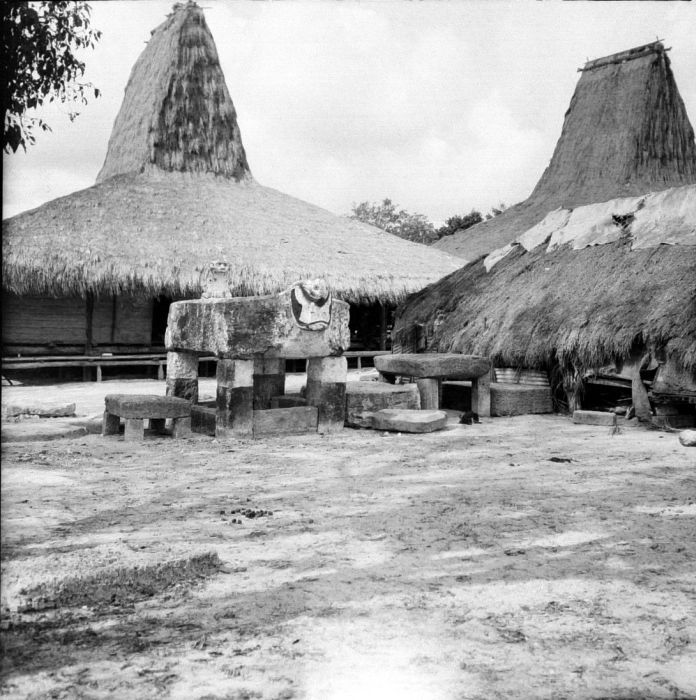
Herrschergrab bei traditionellen Häusern in der ersten Hälfte des 20. Jahrhunderts

Der Regierungsbezirk Ostsumba teilt sich in 22 Distrikte auf (Kecamatan), die wiederum in 140 Desa und 16 Kelurahan (Dörfer) unterteilt werden, des Weiteren in Dusun (Weiler), RW (Rukun Warga, Wohnviertel) und RT (Rukun Tetangga, Nachbarschaften)
| Code 1   | Kecamatan Distrikt   | Ibu Kota Verwaltungssitz | Fläche (km²) | Einwohner Census 2010 2 | Volkszählung 2020 | Volkszählung 2020 | Volkszählung 2020 | Anzahl der | Anzahl der |
| Code 1   | Kecamatan Distrikt   | Ibu Kota Verwaltungssitz | Fläche (km²) | Einwohner Census 2010 2 | Einwohner 3       | 0Dichte 40        | Sex Ratio 5       | Desa 6     | Kel. 7     |
| -------- | -------------------- | ------------------------ | ------------ | ----------------------- | ----------------- | ----------------- | ----------------- | ---------- | ---------- |
| 53.11.01 | Kota Waingapu        | Waingapu                 | 73,8         | 35.142                  | 35.856            | 485,9             | 103,2             | 3          | 4          |
| 53.11.02 | Haharu               | Rambangaru               | 601,5        | 5.586                   | 6.248             | 10,4              | 110,4             | 7          | –          |
| 53.11.03 | Lewa                 | Pamati Karata            | 281,1        | 15.423                  | 15404             | 54,8              | 107,0             | 7          | 1          |
| 53.11.04 | Nggaha Ori Angu      | Karipidita               | 286,4        | 8.614                   | 9811              | 34,3              | 105,3             | 8          | –          |
| 53.11.05 | Tabundung            | Malahar                  | 514,4        | 8.301                   | 9.051             | 17,6              | 107,4             | 10         | –          |
| 53.11.06 | Pinu Pahar           | Tawui                    | 246,6        | 6.410                   | 6.855             | 27,8              | 109,1             | 6          | –          |
| 53.11.07 | Pandawai             | Kawangu                  | 412,6        | 14.776                  | 17.298            | 41,9              | 106,5             | 5          | 2          |
| 53.11.08 | Umalulu              | Melolo                   | 307,9        | 16.251                  | 17.667            | 57,4              | 106,9             | 9          | 1          |
| 53.11.09 | Rindi                | Tanaraing                | 366,5        | 9.070                   | 9.628             | 26,3              | 106,1             | 8          | –          |
| 53.11.10 | Pahunga Lodu         | Ngala                    | 349,8        | 12.247                  | 13.066            | 37,4              | 102,2             | 8          | –          |
| 53.11.11 | Wulla Waijelu        | Wula                     | 221,3        | 6.902                   | 7.636             | 34,5              | 103,4             | 7          | –          |
| 53.11.12 | Paberiwai            | Kananggar                | 199,7        | 5.619                   | 6.221             | 31,2              | 111,4             | 7          | –          |
| 53.11.13 | Karera               | Nggongi                  | 334,6        | 7.365                   | 7.668             | 22,9              | 106,3             | 7          | –          |
| 53.11.14 | Kahaungu Eti         | Kamanggih                | 475,1        | 8.214                   | 8.725             | 18,4              | 107,0             | 9          | –          |
| 53.11.15 | Matawai La Pawu      | Tanarara                 | 405,4        | 5.786                   | 6.092             | 15,0              | 108,5             | 6          | –          |
| 53.11.16 | Kambera              | Pakukinjara              | 52,0         | 31.137                  | 33.466            | 643,6             | 105,0             | 1          | 7          |
| 53.11.17 | Kambata Mapambuhang0 | Lukuwingir               | 412,7        | 3.434                   | 3.822             | 9,3               | 107,5             | 6          | –          |
| 53.11.18 | Lewa Tidahu          | Laikeri                  | 322,1        | 6.129                   | 6826              | 21,2              | 105,3             | 6          | –          |
| 53.11.19 | Katala Hamu Lingu    | Kombapari                | 453,1        | 3.699                   | 4.043             | 8,9               | 100,7             | 5          | –          |
| 53.11.20 | Kanatang             | Temu                     | 279,4        | 8.918                   | 10.271            | 36,8              | 106,1             | 4          | 1          |
| 53.11.21 | Ngadu Ngala          | Praiwitu                 | 207,9        | 4.787                   | 5.047             | 24,3              | 114,9             | 5          | –          |
| 53.11.22 | Mahu                 | Wairara                  | 196,6        | 3.922                   | 4.119             | 21,0              | 111,8             | 6          | –          |
| 53.11    | Kab. Sumba Timur     | Kab. Sumba Timur         | 7.000,5      | 227.732                 | 244.820           | 35,0              | 106,0             | 140        | 16         |

## Wirtschaft, Verkehr und Öffentliche Einrichtungen

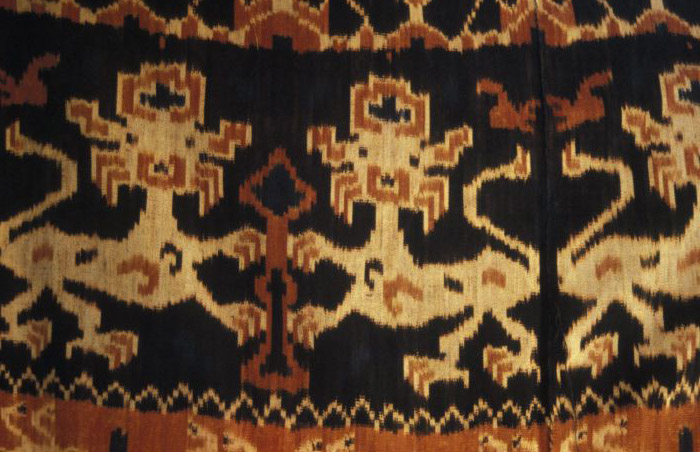
Ikatstoff aus Ostsumba

Auf 14.150 Hektar wird Nassreis angebaut, auf 5.949 Hektar Trockenreis Mais findet sich auf 14.284 Hektar, Erdnüsse auf 1.406 Hektar und Maniok auf 2.676 Hektar. Als Exportgüter werden 10.455 Hektar Cashewnüsse, auf 6.604 Hektar Kokosnüsse und in kleinerem Maßstab Haselnüsse, Arecanüsse, Kaffee und Kakao. Baumwolle wird auf 2.160 Hektar gepflanzt, auf 693 Hektar Jatropha.
Gehalten werden 36.599 Rinder, 31.856 Wasserbüffel und 27.042 Pferde. 11.9967 Tonnen Fisch 3301,6 Tonnen Algen wurden 2016 gefangen, beziehungsweise geerntet. Die meisten Fischerboote verfügen nicht über einen Motor.
Die Region ist für ihre Ikatwebereien bekannt.
Ostsumba verfügte 2016 über 1578,91 km Straßen, davon waren 971,74 km asphaltiert. 2016 starteten und landeten auf dem Umbu Mehang Kunda Airport 1.483 Flugzeuge mit insgesamt über 200.000 Passagieren. Waingapu verfügt auch über einen Hafen.
Im Distrikt gibt es 44 Kindergärten, 259 Grundschulen, 73 Junior High Schools und 29 Senior High Schools. Zur Gesundheitsversorgung stehen drei Krankenhäuser (zwei in Kota Waingapu und eins in Kambera), 21 Gesundheitszentren, 79 Unterzentren, 80 Klinken und 555 Posten zur Verfügung. Das einzige Postamt steht in Waingapu. Dafür gibt es acht Hotels und 64 Restaurants.
35.852.202 kWh Strom wurden 2016 in Ostsumba erzeugt.

## Kultur

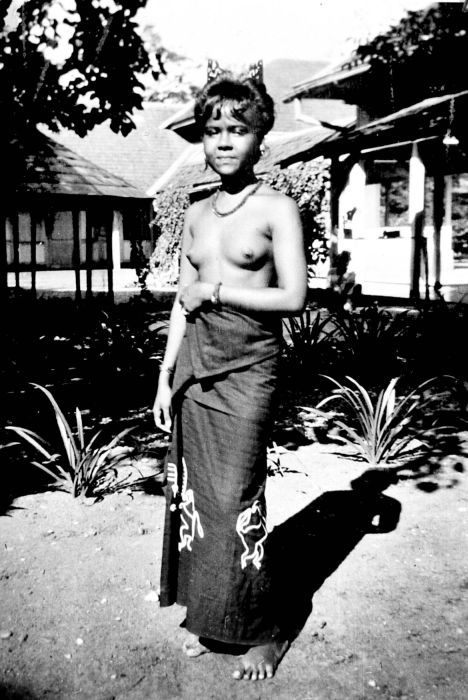
Mädchen aus Ostsumba (1930)

Die Region ist für ihre megalithischen Gräber bekannt.
Beim Pasola-Ritual bewerfen sich hunderte Männer von Pferden aus mit stumpfen Speeren. Obwohl die Spitzen fehlen, kommt es dabei oft zu schweren Verletzungen und auch Toten. Die Feierlichkeiten werden an mehreren Orten von Februar bis März durchgeführt. Das exakte Datum dafür ist abhängig von der Ankunft des kleinen Nyale-Fisches an der Küste und wird von den Priestern festgelegt. Die Kämpfe beginnen für gewöhnlich an der Küste und verlagern sich dann ins Inselinnere.